# Games Slayter

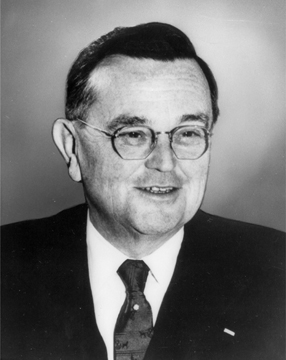
Games Slayter

Russell Games Slayter (* 9. Dezember 1896 in Argos (Indiana); † 15. Oktober 1964) war ein US-amerikanischer Erfinder, bekannt für die Einführung von Glasfasern, engl. „Fiberglass“ und glasfaserverstärktem Kunststoff.
Slayter machte 1921 seinen Abschluss als Chemieingenieur an der Purdue University. 1931 ging er zur Owens-Illinois Glasfabrik in Toledo (Ohio), wo er mit Dale Kleist und Jack Thomas das Stream Blowing als Methode zur Massenproduktion von Glasfasern entwickelte. Sie dienten damals vor allem zur Isolierung von Häusern, später auch Armierung für Kunststoff-Laminate. 1938 wurde Slayter Vizepräsident für Forschung der neu gegründeten Owen-Corning Fiberglass Corporation und blieb es bis zu seinem Ruhestand 1963.
Er hielt über 90 Patente in der Glasfasertechnik.
Er erhielt viele Preise, unter anderem 1948 die IRI Medal. Er war Ehrendoktor der Purdue University und der Ohio State University und Mitglied der American Association for the Advancement of Science.